# Level 42
I Level 42 sono un gruppo musicale Jazz-Funk britannico, attivo dal 1979.

## Storia
La formazione originale comprendeva tre membri originari dell'Isola di Wight: Mark King (basso e voce) e i fratelli Philip Gould (batteria) e Rowland Charles Gould (chitarre), e un membro originario di Londra, Mike Lindup (tastiere e voce), figlio della cantante Nadia Cattouse. Si può considerare quinto elemento della band a tutti gli effetti Wally Badarou, compositore, esperto di synth e co-produttore, il quale ha sempre affiancato la band in studio.
Il nome della band fu ispirato dalla lettura del romanzo di fantascienza Guida galattica per gli autostoppisti, scritto da Douglas Adams, dove il numero 42 è la «risposta alla domanda fondamentale sulla vita, l'universo e tutto quanto».
Il sound ibrido dei Level 42 è caratterizzato dal basso elettrico ed eclettico di Mark King, maestro nella tecnica dello slap, dal falsetto di Mike Lindup e dagli arrangiamenti, sempre originali.
Il loro primo singolo, Love meeting love, uscì nel 1980 per l'etichetta Elite 4 di Andy Sojka.
Nel 1981 firmarono un contratto con la Polydor con la quale pubblicarono il loro primo album omonimo contenente la loro prima hit Love Games.
Nel 1982 vengono pubblicati due dischi: The Early Tapes (raccolta di brani registrati nel 1980) e The Pursuit of Accidents.
Nel 1983, al Montreux Jazz Festival, Larry Dunn e Verdine White degli Earth, Wind & Fire, rimasero colpiti dall'abilità tecnica e dall'originalità del sound del gruppo, tanto da voler produrre il loro disco Standing in the Light, registrato negli Stati Uniti.
Nel 1984 è la volta di True Colours che include il singolo di grande successo Hot Water.
Tra il 1985 e il 1988 raggiunsero l'apice della popolarità ed ebbero i massimi riscontri nelle classifiche.
Nel 1985 vennero pubblicati il doppio album live A Physical Presence e il nuovo album World Machine caratterizzato da un sound più orientato al pop e contenente i singoli Something About You e Leaving Me Now.
Nel 1986 venne lanciato il singolo Lessons in Love, che schizzò in testa a tutte le classifiche europee e venne seguito nel 1987 dal nuovo album Running in the Family contenente successi quali, oltre all'omonima title track anche Children Say, It's Over e To Be With You Again.
Nel 1988 si ebbe un primo cambio di formazione: i fratelli Gould furono sostituiti da Gary Husband alla batteria e da Alan Murphy alla chitarra per l'album Staring at the Sun che conteneva il singolo Heaven in my Hands.
Alan Murphy morì tragicamente l'anno successivo per cause legate all'Aids proprio pochi giorni prima la pubblicazione del primo 'Best of' ufficiale della band, arricchito dal singolo Take Care of Yourself.
Per il successivo Guaranteed - uscito nel 1991 dopo molte controversie con la casa di produzione e il seguente passaggio dalla Polydor alla BMG - nelle registrazioni in studio alla chitarra si alternarono Allan Holdsworth e Dominic Miller, mentre al tour partecipò invece Jakko Jakszyk.
Per l'ultimo album degli anni novanta, Forever Now (1994) in studio fece ritorno Phil Gould, mentre per il tour venne ingaggiato Gavin Harrison. Alla fine della tournée il gruppo decise di sciogliersi, King e Lindup ritenevano infatti inadatto ai tempi e ormai senza possibilità di ulteriore successo commerciale il genere da loro proposto.
Alla soglia del 2000 Mark King ha ripreso l'attività, inizialmente come "Grupo Mark King", quindi acquistando i diritti del marchio "Level 42" da Mike Lindup. Inizialmente ha riproposto i vecchi successi in vari tour insieme a Gary Husband, al fratello Nathan King (chitarra), al sassofonista Sean Freeman e al tastierista Lyndon J. Connah, ma nel 2006 è stato l'artefice principale del nuovo album Retroglide nel quale "Boon" Gould ha fatto ritorno principalmente come paroliere (e chitarrista in un solo brano), mentre Mike Lindup è rientrato definitivamente come cantante e tastierista nel successivo tour europeo.
Nel 2010 hanno pubblicato con Universal Music "Living it Up", un cofanetto commemorativo del 30º anniversario contenente 4 cd, i primi due un "the best of", il terzo con materiale raro o inedito sia live sia da studio e il quarto contenente le inedite versioni acustiche di alcuni tra i loro maggiori successi, registrate tra il 2009 e il 2010. 
Il tutto corredato da un book molto dettagliato e ricco di foto e interviste relativo alla loro storia. Nello stesso anno si esibiscono dal vivo a Lugano (Svizzera) all'"Estival Jazz". L'esibizione è trasmessa dalla rete RSI.
Il 31 ottobre 2013 hanno pubblicato l'EP Sirens, contenente sei nuove tracce mentre del 2014 è invece una cover del brano Need You Tonight degli INXS.
Il 30 aprile 2019 è stato trovato morto nella propria casa il fondatore Rowland Charles "Boon" Gould, aveva 64 anni.

## Formazione
Attuale
- Mark King – voce, basso (1981-1994, 2001-)
- Mike Lindup – voce, tastiera (1981-1994, 2006-)
- Pete Ray Biggin – batteria (2001-)
- Sean Freeman – sassofono (2001-)
- Nathan King – chitarra (2001-)

Ex componenti
- Rowland Charles Gould – chitarra (1981-1987)
- Phil Gould – batteria (1981-1987, 1994)
- Wally Badarou – tastiera (1981-1994)
- Gary Husband – batteria (1988-1992, 1999, 2001)
- Alan Murphy – chitarra (1988-1989)
- Jakko Jakszyk – chitarra (1991-1992)
- Lyndon J. Connah – tastiera (1999-2005)
- Anny McCaig – voce (1985-1992)
- Krys Mack – sassofono (1983-1984)
- Gary Barnacle – sassofono (1982, 1987, 1992)
- John Tirkell – tromba (1992-1994)
- Danny Bloom – chitarra (1994)

## Discografia
Album in studio
- 1981 - Level 42 (Polydor Records)
- 1982 - The Pursuit of Accidents (Polydor Records)
- 1982 - The Early Tapes (Polydor Records)
- 1983 - Standing in the Light (Polydor Records)
- 1984 - True Colours (Polydor Records)
- 1985 - World Machine (Polydor Records)
- 1987 - Running in the Family (Polydor Records)
- 1988 - Staring at the Sun (Polydor Records)
- 1991 - Guaranteed (Polydor Records)
- 1994 - Forever Now (Polydor Records)
- 2006 - Retroglide (Edel Records)
- 2010 - Living It Up (Universal Music Group)

EP
- 2013 - Sirens (Universal Music Group)

Live
- 1985 - A physical Presence (Polydor Records)
- 1989 - Live at Wembley (Polydor Records)
- 2005 - The River Session (Edel Records)

Compilation
- 1989 - Level Best (Con un inedito) (Polydor Records)
- 1991 - On a Level (Polydor Records)
- 1992 - The Remixes (Polydor Records)
- 1996 - Turn it On (Spectrum, 552 018-2)
- 1998 - The Very Best of Level42 (Polydor, 559 373-2)
- 2002 - The Ultimate Collection (Universal Music Group)
- 2006 - The Definitive Collection (Edel Records)
- 2006 - Living it Up (Cd 1, 2) (Edel Records)